# Sophia Dalton
Sophia Dalton, född Simms 1785 i Birmingham, död 14 juni 1859 i Toronto, var en kanadensisk tidningsutgivare. Hon drev tidningen The Patriot, en ledande konservativ tidning i Toronto, 1840–1848.

## Biografi
Sophia Simms var dotter till William och Mary Simms och syster till juristen James Simms. Hon gifte sig 1805 med affärsagenten Thomas Dalton och fick åtta barn och en styvson. Paret flyttade 1817 från Newfoundland till Kingston, Upper Canada, där maken blev bryggare och bankir för Bank of Upper Canada. Maken blev ruinerad 1828 men startade året därpå tidningen Patriot and Farmer’s Monitor, och 1832 The Patriot i Toronto. Tidningen var på den tiden starkt probrittisk och inflytelserik inom den offentliga politiska debatten i Kanada.
Sophia Dalton tog över tidningen vid makens död 1840. Hon utnämnde J. P. Macklin som chefredaktör, men hennes starka krav på inflytande över tidningens politik, trots att hon inte önskade bli chefredaktör själv, gjorde att flera redaktörer passerade under hennes tid som ägare fram till den 9 oktober 1848, då hon sålde tidningen till Edward George O’Brien. Under hennes tid behöll tidningen sin ledande plats i Kanada, och när hon sålde den 1848 förklarade hon att:
| ” | although during [her] period the editorial department has been filled by gentlemen of ability, yet, from the peculiarity of her position, there must have been many deficiencies, chiefly on local matters, arising from a want of that energy and activity which are absolutely requisite in the publication of a newspaper ... [She] is happy in being able to say to the friends of The Patriot, that it is now in the hands of gentlemen, who will conduct it in the advocacy of those Conservative Principles hitherto maintained, and with vigour and ability beyond her power to accomplish | „ |

Sophia Dalton beskrevs som utåt stillsam, men ändå med en auktoritet och styrka som kunde säkerställa stabilitet inom både familj och affärsverksamhet. Hennes anställda Matthew Teefy sade om henne: “I shall remember with feelings of pleasure during my life ... the civility of Mrs. Dalton. She was a kind, good person.”
Hon avled inte förmögen, men med nog pengar för att leva bekvämt. Hon satte upp villkor i sitt testamente för att hennes pengar skulle kunna ärvas av hennes döttrar och kontrolleras av dem utan deras äkta mäns juridiska inblandning, trots de rådande lagarna om gifta kvinnors omyndighet.